# Komenda Rejonu Uzupełnień Biała Podlaska

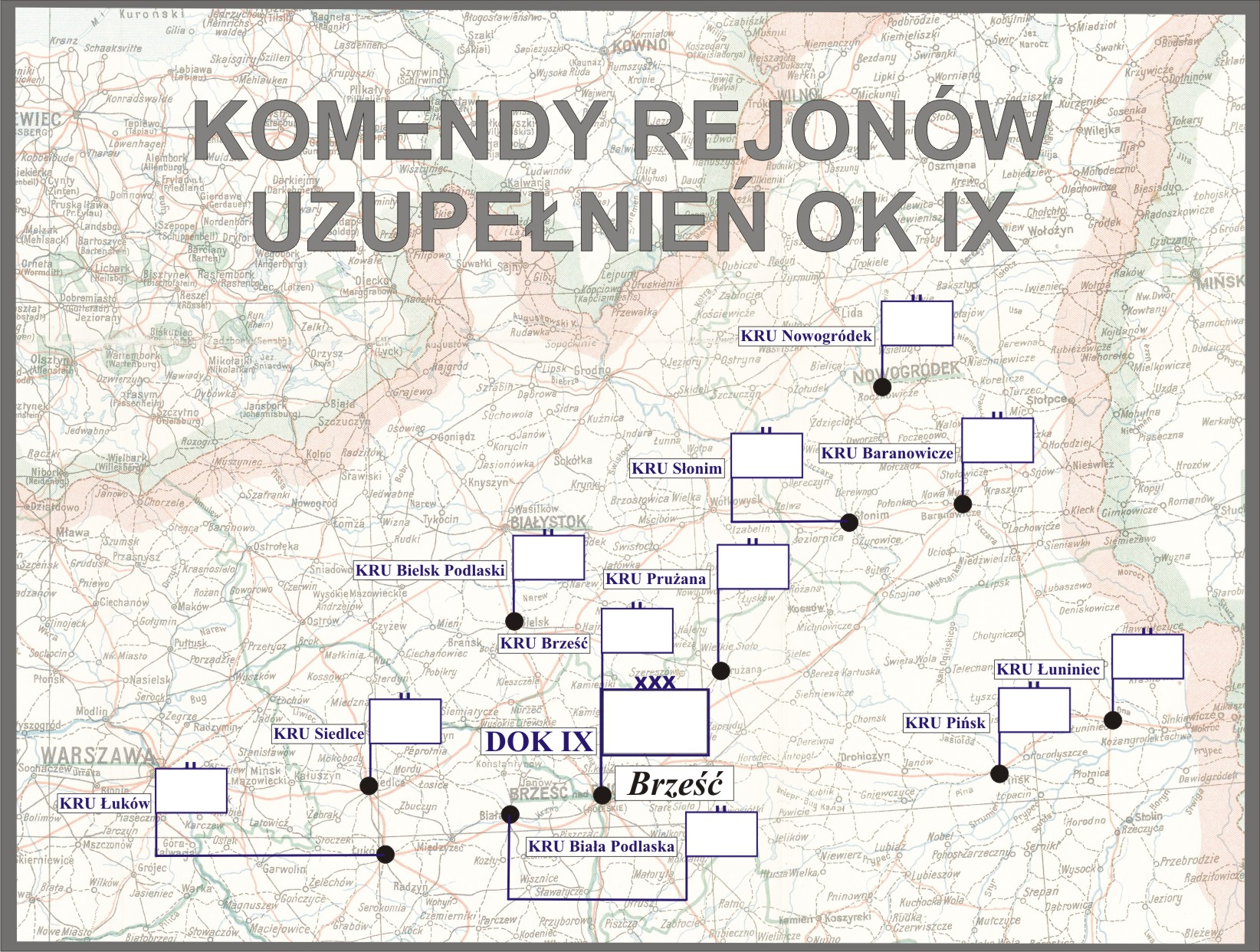
Komendy rejonów uzupełnień OK IX

Komenda Rejonu Uzupełnień Biała Podlaska (KRU Biała Podlaska) – organ wojskowy właściwy w sprawach uzupełnień Sił Zbrojnych II Rzeczypospolitej i administracji rezerw w powierzonym mu rejonie.

## Formowanie i zmiany organizacyjne
Rozkazem kierownika MSWojsk. nr 144 z 27 listopada 1918 w sprawie organizacji władz zaciągowych powołano do życia między innymi Powiatową Komendę Uzupełnień w Białej dla Okręgu Wojskowego XIV obejmującego powiaty: bialski, radzyński, włodawski i konstantynowski. Bezpośrednią kontrolę nad PKU sprawowała Okręgowa Komendy Uzupełnień w Lublinie.
W czerwcu 1921 roku PKU 34 pp była podporządkowana Dowództwu Okręgu Generalnego „Lublin” i obejmowała swoją właściwością powiaty: bialski, radzyński i włodawski, natomiast powiat konstantynowski należał do PKU 22 pp w Siedlcach.
W lipcu 1921 roku został zorganizowany referat inwalidzki.
15 listopada 1921 roku, po wprowadzeniu podziału kraju na dziesięć okręgów korpusów oraz wprowadzeniu pokojowej organizacji służby poborowej, dotychczasowa PKU 34 pp została przemianowana na Powiatową Komendę Uzupełnień Biała Podlaska i podporządkowana Dowództwu Okręgu Korpusu Nr IX w Brześciu i obejmowała swoją właściwością powiaty: bialski i włodawski.
18 listopada 1924 roku weszła w życie ustawa z dnia 23 maja 1924 roku o powszechnym obowiązku służby wojskowej, a 15 kwietnia 1925 roku rozporządzenie wykonawcze ministra spraw wojskowych do tejże ustawy, wydane 21 marca tego roku wspólnie z ministrami: spraw wewnętrznych, zagranicznych, sprawiedliwości, skarbu, kolei, wyznań religijnych i oświecenia publicznego, rolnictwa i dóbr państwowych oraz przemysłu i handlu. Wydanie obu aktów prawnych wiązało się z przejęciem przez władze cywilne (administracji I instancji) większości zadań związanych z przygotowaniem i przeprowadzeniem poboru. Przekazanie większości zadań władzom cywilnym umożliwiło organom służby poborowej zajęcie się wyłącznie racjonalnym rozdziałem rekruta oraz ewidencją i administracją rezerw. Do tych zadań dostosowana została organizacja wewnętrzna powiatowych komend uzupełnień i ich składy osobowe. Poszczególne komendy różniły się między sobą składem osobowym w zależności od wielkości administrowanego terenu.
Zadania i nowa organizacja PKU określone zostały w wydanej 27 maja 1925 roku instrukcji organizacyjnej służby poborowej na stopie pokojowej. W skład PKU Biała Podlaska wchodziły trzy referaty: I) referat administracji rezerw, II) referat poborowy i referat inwalidzki. Nowa organizacja i obsada służby poborowej na stopie pokojowej według stanów osobowych L. O. I. Szt. Gen. 3477/Org. 25 została ogłoszona 4 lutego 1926 roku. Z tą chwilą zniesione zostały stanowiska oficerów ewidencyjnych.
12 marca 1926 roku została ogłoszona obsada personalna Przysposobienia Wojskowego, zatwierdzona rozkazem Dep. I L. 6000/26 przez pełniącego obowiązki szefa Sztabu Generalnego gen. dyw. Edmunda Kesslera, w imieniu ministra spraw wojskowych. Zgodnie z nową organizacją pokojową Przysposobienia Wojskowego zostały zlikwidowane stanowiska oficerów instrukcyjnych przy PKU, a w ich miejsce utworzone rozkazem Oddz. I Szt. Gen. L. 7600/Org. 25 stanowiska oficerów przysposobienia wojskowego w pułkach piechoty.
Od 1926 roku, obok ustawy o powszechnym obowiązku służby wojskowej i rozporządzeń wykonawczych do niej, działalność PKU Biała Podlaska normowała „Tymczasowa instrukcja służbowa dla PKU”, wprowadzona do użytku rozkazem MSWojsk. Dep. Piech. L. 100/26 Pob.
W kwietniu 1929 roku referat inwalidzki został zlikwidowany, a jego agendy przekazane do Starostwa w Siedlcach, w którym utworzono jeden referat inwalidzki dla całego województwa lubelskiego.
31 lipca 1931 roku gen. dyw. Kazimierz Fabrycy, w zastępstwie ministra spraw wojskowych, rozkazem B. Og. Org. 4031 Org. wprowadził zmiany w organizacji służby poborowej na stopie pokojowej. Zmiany te polegały między innymi na zamianie stanowisk oficerów administracji w PKU na stanowiska oficerów broni (piechoty) oraz zmniejszeniu składu osobowego PKU typ I–IV o jednego oficera i zwiększeniu o jednego urzędnika II kategorii. Liczba szeregowych zawodowych i niezawodowych oraz urzędników III kategorii i niższych funkcjonariuszy pozostała bez zmian.
1 lipca 1938 roku weszła w życie nowa organizacja służby uzupełnień, zgodnie z którą dotychczasowa PKU Biała Podlaska została przemianowana na Komendę Rejonu Uzupełnień Biała Podlaska przy czym nazwa ta zaczęła obowiązywać 1 września 1938 roku, z chwilą wejścia w życie ustawy z dnia 9 kwietnia 1938 roku o powszechnym obowiązku wojskowym. Obok wspomnianej ustawy i rozporządzeń wykonawczych do niej, działalność KRU Biała Podlaska normowały przepisy służbowe MSWojsk. D.D.O. L. 500/Org. Tjn. Organizacja służby uzupełnień na stopie pokojowej z 13 czerwca 1938 roku. Zgodnie z tymi przepisami komenda rejonu uzupełnień była organem wykonawczym służby uzupełnień .
Komendant rejonu uzupełnień w sprawach dotyczących uzupełnień Sił Zbrojnych i administracji rezerw podlegał bezpośrednio dowódcy Okręgu Korpusu Nr IX, który był okręgowym organem kierowniczym służby uzupełnień. Rejon uzupełnień nie uległ zmianie i nadal obejmował powiaty: bialski i włodawski.
KRU Biała Podlaska była jednostką mobilizującą. Pod względem mobilizacji materiałowej była przydzielona do 34 pp w Białej Podlaskiej. Zgodnie z planem mobilizacyjnym „W” komendant rejonu uzupełnień był odpowiedzialny za przygotowanie i przeprowadzenie mobilizacji baonu wartowniczego nr 92. Wymieniony oddział miał być zmobilizowany w I rzucie mobilizacji powszechnej, w składzie czterech kompanii wartowniczych i plutonu karabinów maszynowych. Zmobilizowany batalion należał pod względem ewidencyjnym do Ośrodka Zapasowego 9 DP.
Po ogłoszeniu mobilizacji KRU Biała Podlaska funkcjonowała na podstawie etatu pokojowego. Pod względem ewidencji i uzupełnień miała być przydzielona do Ośrodka Zapasowego 9 DP. Zarówno KRU Biała Podlaska, jak i baon wartowniczy nr 92 podlegały dowódcy Okręgu Korpusu Nr IX pod każdym względem.

## Obsada personalna
Poniżej przedstawiono wykaz oficerów zajmujących stanowisko komendanta Powiatowej Komendy Uzupełnień i komendanta rejonu uzupełnień oraz wykaz osób funkcyjnych (oficerów i urzędników wojskowych) pełniących służbę w PKU i KRU Biała Podlaska, z uwzględnieniem najważniejszych zmian organizacyjnych przeprowadzonych w 1926 i 1938 roku.
| Komendanci                           | Komendanci              | Komendanci                       |
| ------------------------------------ | ----------------------- | -------------------------------- |
| Stopień, imię i nazwisko             | Okres pełnienia funkcji | Kolejne stanowisko (dalsze losy) |
| ppłk piech. Wacław Poważe            | od 15 I 1919            |                                  |
| płk kaw. Walerian Stefan Jachimowicz | był w 1923 – II 1929    | dyspozycja dowódcy OK IX         |
| ppłk piech. Kazimierz Kiwała         | III 1929 – 1 IX 1931    | stan spoczynku z dniem 31 X 1931 |
| mjr piech. Paweł Mikołaj Horbatowski | 1 IX 1931 – III 1934    | dyspozycja dowódcy OK IX         |
| mjr piech. Jerzy Szlifirz-Karski     | VI 1934 – VII 1935      | dyspozycja dowódcy OK V          |
| mjr piech. Wiktor Pikulski           | VIII 1935 – 1939        | †1940 Charków                    |

| Obsada pozostałych stanowisk funkcyjnych PKU w latach 1919–1920 | Obsada pozostałych stanowisk funkcyjnych PKU w latach 1919–1920 | Obsada pozostałych stanowisk funkcyjnych PKU w latach 1919–1920 | Obsada pozostałych stanowisk funkcyjnych PKU w latach 1919–1920 |
| --------------------------------------------------------------- | --------------------------------------------------------------- | --------------------------------------------------------------- | --------------------------------------------------------------- |
| zastępca komendanta                                             | rtm. Paweł Ratajewicz                                           | od I 1919                                                       |                                                                 |
| naczelnik kancelarii                                            | ppor. Roman Fok-Dobrowolski                                     | I – III 1919                                                    | Ministerstwo Rolnictwa                                          |
| oficer gospodarczy                                              | urzędnik wojskowy Kazimierz Bosiacki                            | od I 1919                                                       |                                                                 |
| oficer gospodarczy                                              | urzędnik wojsk. XI rangi Leonard Bordziak                       | od 19 I 1920                                                    |                                                                 |
| oficer ewidencyjny na powiat bialski                            | pchor. Jan Królikowski                                          | od I 1919                                                       |                                                                 |
| oficer ewidencyjny na powiat radzyński                          | pchor. Marian Sławiński                                         | od I 1919                                                       |                                                                 |
| oficer ewidencyjny na powiat radzyński                          | urzędnik wojsk. XI rangi Leonard Bordziak                       | do 19 I 1920                                                    | oficer gospodarczy                                              |
| oficer ewidencyjny na powiat radzyński                          | urzędnik wojsk. XI rangi Lucjan Władysław Przedpełski           | od 19 I 1920 – II 1926                                          | referent PKU Łuków                                              |
| oficer ewidencyjny na powiat włodawski                          | pchor. Jerzy Gorzkowski                                         | od I 1919                                                       |                                                                 |
| oficer ewidencyjny na powiat konstantynowski                    | por. Romuald Borysowicz                                         | od I 1919                                                       |                                                                 |

| Obsada pozostałych stanowisk funkcyjnych PKU w latach 1921–1925 | Obsada pozostałych stanowisk funkcyjnych PKU w latach 1921–1925  | Obsada pozostałych stanowisk funkcyjnych PKU w latach 1921–1925 | Obsada pozostałych stanowisk funkcyjnych PKU w latach 1921–1925 |
| --------------------------------------------------------------- | ---------------------------------------------------------------- | --------------------------------------------------------------- | --------------------------------------------------------------- |
| I referent                                                      | kpt. piech. Roman Warpechowski                                   | do 15 X 1924                                                    | 38 pp                                                           |
| I referent                                                      | kpt. kanc. Włodzimierz Dzerowicz                                 | X 1924                                                          | PKU Bielsk Podlaski                                             |
| I referent                                                      | por. kanc. Władysław IV Zaleski                                  | II – XI 1925                                                    | II referent PKU Bielsk Podlaski                                 |
| II referent                                                     | urzędnik wojsk. XI rangi / por. kanc. Wincenty Bolesław Rafalski | 1923 – II 1926                                                  | referent                                                        |
| oficer instrukcyjny                                             | kpt. piech. Aleksander Piotrowski                                | I – XI 1924                                                     | 34 pp                                                           |
| oficer instrukcyjny                                             | por. piech. Kazimierz Karol Albert                               | XII 1924 – III 1926                                             | 34 pp                                                           |
| oficer ewidencyjny na powiat bialski                            | por. piech. Franciszek Strzałkowski                              | od VII 1923                                                     |                                                                 |
| oficer ewidencyjny na powiat włodawski                          | urzędnik wojsk. XI rangi Jan Chomiński                           | XII 1922 – 31 III 1924                                          | zwolniony, na własną prośbę, z czynnej służby                   |
| oficer ewidencyjny na powiat konstantynowski                    | kpt. piech. Stanisław II Stańkowski                              | 1924                                                            |                                                                 |
| oficer ewidencyjny na powiat konstantynowski                    | por. kanc. Władysław III Kowalewski                              | II 1925 – II 1926                                               | oficer kancelaryjny w Kancelarii Sztabu DOK IX                  |
| Obsada pozostałych stanowisk funkcyjnych PKU w latach 1926–1938 |                                                                  |                                                                 |                                                                 |
| kierownik I referatu administracji rezerw i zastępca komendanta | mjr kanc. Kazimierz Krieger                                      | XI 1928 – III 1930                                              | komendant PKU Łuniniec                                          |
| kierownik I referatu administracji rezerw i zastępca komendanta | mjr piech. Paweł Mikołaj Horbatowski                             | III 1930 – 1 IX 1930                                            | komendant PKU                                                   |
| kierownik I referatu administracji rezerw i zastępca komendanta | kpt. piech. Robert Rubitzki                                      | IX 1930 – III 1934                                              | dyspozycja dowódcy OK IX                                        |
| kierownik I referatu administracji rezerw i zastępca komendanta | kpt. piech. Józef Sękowski                                       | I 1934 – VI 1938                                                | kierownik I referatu KRU                                        |
| kierownik II referatu poborowego                                | por. piech. Franciszek Strzałkowski                              | II 1926 – †5 XI 1929                                            |                                                                 |
| kierownik II referatu poborowego                                | por. kanc. Wincenty Bolesław Rafalski                            | XII 1929 – IX 1930                                              | dyspozycja dowódcy OK IX                                        |
| kierownik II referatu poborowego                                | por. piech. Leopold Strzałkowski                                 | IX 1930 – 30 IX 1933                                            | stan spoczynku, †1940 Katyń                                     |
| kierownik II referatu poborowego                                | kpt. piech. Wiktor Wołochowicz                                   | 1 VII 1933 – VI 1938                                            | kierownik II referatu KRU                                       |
| referent                                                        | por. kanc. Wincenty Bolesław Rafalski                            | II 1926 – XII 1929                                              | kierownik II referatu                                           |
| Obsada pozostałych stanowisk funkcyjnych PKU w latach 1938–1939 |                                                                  |                                                                 |                                                                 |
| kierownik I referatu ewidencji                                  | kpt. piech. Józef Sękowski                                       | był w III 1939                                                  |                                                                 |
| kierownik II referatu uzupełnień                                | kpt. adm. (piech.) Wiktor Wołochowicz                            | był w III 1939                                                  |                                                                 |